# Synaptura albomaculata
Synaptura albomaculata är en fiskart som beskrevs av Kaup, 1858. Synaptura albomaculata ingår i släktet Synaptura och familjen tungefiskar. Inga underarter finns listade i Catalogue of Life.